# Steven Adriaansen
J.J.C. (Steven) Adriaansen (Roosendaal, 1 maart 1972) is een Nederlands sociaal geograaf, planoloog, bestuurder en VVD-politicus. Sinds 1 oktober 2013 is hij burgemeester van Woensdrecht.

## Loopbaan
Adriaansen ging van 1984 tot 1990 naar het Norbertuscollege in Roosendaal en studeerde van 1990 tot 1996 sociale geografie en van 1990 tot 1995 planologie aan de Radboud Universiteit in Nijmegen. Hij was in 1996 werkzaam als consultant bij adviesbureau Buck Consultants International en van 1997 tot 2002 als projectleider, adviseur en hoofd van de adviesgroep Ruimte bij advies- en ingenieursbureau Grontmij.
Adriaansen was namens de Roosendaalse Lijst van januari 1997 tot april 2002 gemeenteraadslid en van april 2002 tot september 2013 wethouder van Roosendaal. In zijn portefeuille had hij onder andere Ruimtelijke ordening, Mobiliteit, Milieu, Duurzaamheid, Afval, Wonen en Volkshuisvesting. Sinds 1 oktober 2013 is hij burgemeester van Woensdrecht.
Adriaansen is naast zijn nevenfuncties ambtshalve sinds 2009 medeoprichter en eigenaar van Ancora-Kennisgroep, sinds 2015 voorzitter van het Gemeentelijk Platform Kabels en Leidingen en sinds 2018 lid van de Raad van Commissarissen van Monumentenwacht Noord-Brabant.